# 弁護士の懲戒処分
弁護士の懲戒処分（べんごしのちょうかいしょぶん）とは、弁護士に対する懲戒処分である。弁護士法の規定に則り、日弁連または対象弁護士の所属弁護士会が行う。

## 沿革
1890年から1947年までは、裁判所構成法・旧弁護士法に基づき、控訴院(戦後でいうところの高等裁判所)が弁護士の懲戒を行っていた。
現在の制度は、1949年の弁護士法全部改正によって新設されたものであり、弁護士自治の一部を担っている。

## 懲戒事由

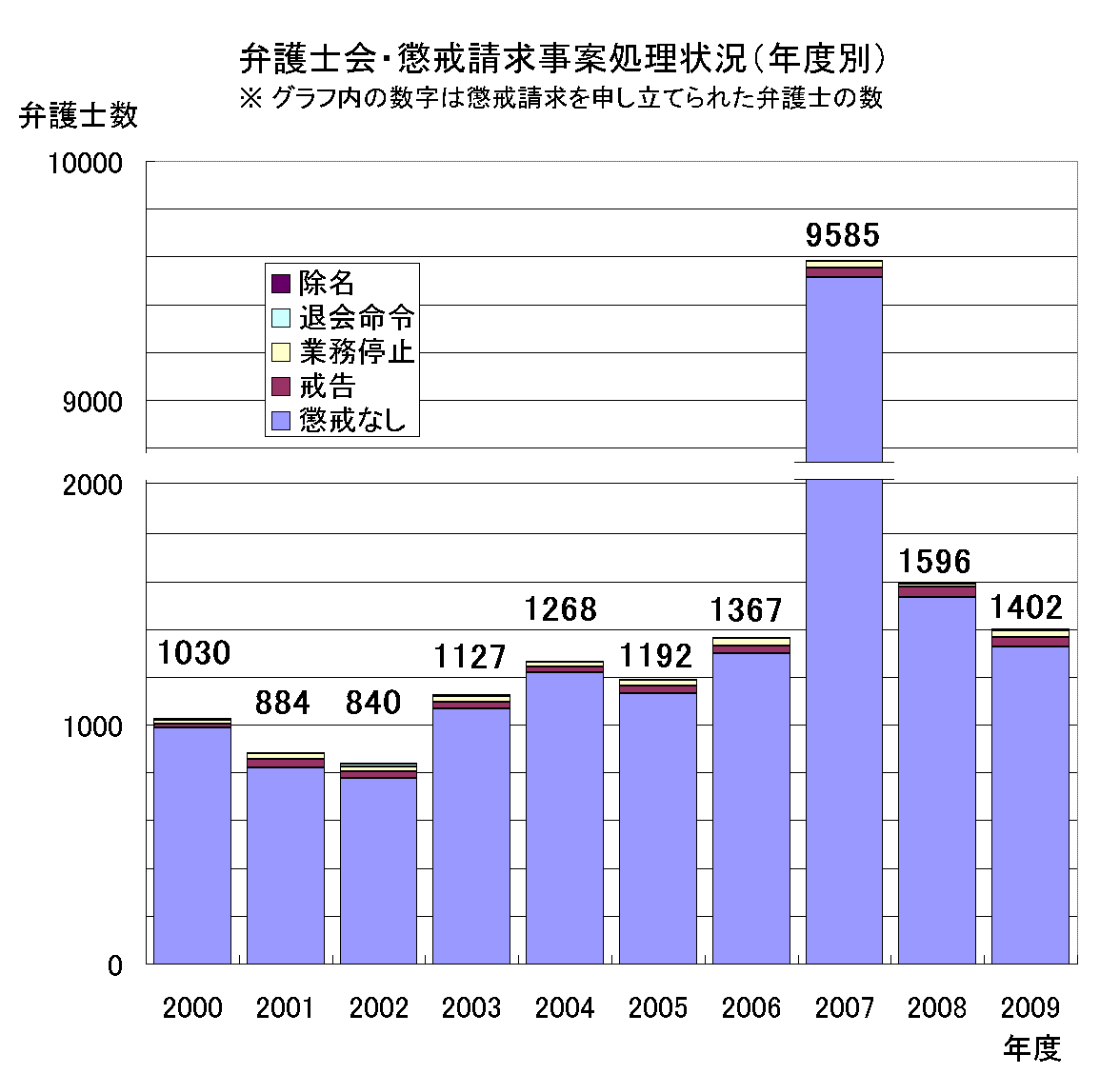
懲戒処分の割合（2000年代は懲戒請求数の5％前後）。

懲戒の理由となるのは、対象弁護士に「その品位を失うべき非行」があったことである（弁護士法第56条第1項）。ここでいう「非行」とは、弁護士として懲戒処分を受けなければならないだけの非違行為をいうものであり、形式的な会則等の違反のみによっても定まるものではなく、その存否は実質的に吟味されて決定される。
東京弁護士会綱紀委員会において「非行」に該当するか否か議論されることが多い類型は以下のとおりである。なお、以下の例示はあくまで「よく議論される内容」であり、これら全てが直ちに懲戒事由に該当するというわけではない。
- 弁護士職務基本規定に違反する行為 - そもそも違反すれば通常非行となる可能性の高い規程とされる。
- 委任契約書の作成に関する問題 - 委任を受けた事務の範囲と報酬の算定が問題になりやすい。
- 預り金に関する問題 - 会則どおりに預り金を分別管理していても、使途などを巡ってトラブルになることがある。
- 準備書面等の記載内容 - 冷静に作成すべき裁判書面の記載内容が過剰に攻撃的になったり、裁判外の書面の送り先が問題になったりする。
- 自力救済 - 建物明渡などの場面において、依頼者を思うあまり過剰な実力行使を行ってしまうケースがある。
- 利益相反等 - 過去の依頼者が相手方になってしまう場合や、相続などで多数の当事者の利害関係が入り乱れた場合などに、慎重な判断が求められるケースがある。
- 債務整理事件特有の問題 - 非弁提携などの論外な行為に加え、依頼者と面談せず事務員任せにする、事件を放置するなどの問題が持ち込まれることが多い。
- 刑事弁護を巡るトラブル - 一般的な職務懈怠のほか、逆に最善弁護を追求して積極的に活動した結果、捜査機関から証拠隠滅の疑いをかけられたりすることもある。

## 手続の流れ
懲戒手続の概略は以下のとおりである。
弁護士会綱紀委員会が懲戒相当を決定した場合
1. 懲戒の手続は、第三者からの請求（弁護士法第58条第1項、いわゆる懲戒請求）または弁護士会の職権（同条第2項、いわゆる会立件または会認知事案）により開始される。
2. まず綱紀委員会において、事案の審査をする必要があるか否かがスクリーニングされる（同条第3項、第4項）。
3. 綱紀委員会において審査相当の議決が行われた場合、懲戒委員会において事案の審査が行われ、懲戒の判断がなされる（同条第5項、第6項）。
4. 単位弁護士会により懲戒をする議決を受けた対象弁護士は、日弁連に対し審査請求が可能である（弁護士法第59条）。対象弁護士は、当該審査請求に基づく日弁連の審決に不服がある場合は、行政不服審査法に基づき審決取消訴訟を提起することができる（同法第61条）。

- 懲戒請求者には審決取消訴訟の提起は認められていないが、懲戒が軽きに失するという場合、行政事件訴訟法の義務付けの訴えの提起は可能である。

弁護士会綱紀委員会が懲戒不相当を決定した場合
(1)  懲戒申立人は、日本弁護士連合会に対し異議申出ができ、日弁連綱紀委員会がこれを審査する。ただし、弁護士会の懲戒不相当の決定から日弁連へが異議申立を受理した日までの間に、対象弁護士が弁護士会を異動した場合、原弁護士会は懲戒権を失い一切の調査が終了してしまうという問題がある。
(2) 日弁連の綱紀委員会が異議を認容した結果は、原弁護士会懲戒委員会に差し戻される。
(2') 日弁連の綱紀委員会が異議を棄却した結果については、日本弁護士連合会綱紀審査会に対し、綱紀審査申出が出来る。
(3) 綱紀審査会が請求を棄却し不服である場合は、行政不服審査法の不服の申し出が行えないが、行政事件訴訟法の義務付けの訴えの提起は可能である。
(4) 日弁連の綱紀委員会または綱紀審査会が懲戒相当とした事案は、原弁護士会に差し戻しされ、原弁護士会は再度審理を行って多くは懲戒処分を付す。
(5) 綱紀審査会の審査を経た上の原弁護士会の懲戒に不服のある場合（処分が不当であるという場合）は、対象弁護士は行政不服審査法に基づき、東京高等裁判所に対し審査請求（裁決取消請求）ができる。最終的に処分内容が確定するのは、高裁判決確定または、その上訴審の最高裁判決確定の時である。ただし日弁連は、懲戒請求人に対しては審査請求の有無は隠匿し、結果が確定したときのみ通知を行っている。
(5) 綱紀審査会の審査を経た上の原弁護士会の懲戒に不服がある場合（処分は軽きに失するという場合）も、行政事件訴訟法の義務付けの訴えの提起は可能である。
1. 処分の公告は、日本弁護士連合会『自由と正義』巻末（懲戒理由の概略説明）及び官報（処分内容のみ）上で行われる。
2. 日本弁護士連合会は年毎に『懲戒事例集』を発行する。

### 懲戒請求等の性質
弁護士法第58条第1項は、「何人も（中略）弁護士会にこれを懲戒することを求めることができる」と規定しており、同項に基づき弁護士会に弁護士の懲戒を求めることを「懲戒請求」と、またこのような制度が存在することを「懲戒請求権」と表現することがある。
- 懲戒請求権は、懲戒請求者の個人的利益の保護のために認められたものではなく、弁護士懲戒制度の運用の適正を図るという公益的見地から特に認められたものである[3]。

- 判例上、請求者に対し恣意的な請求を許容したり，広く免責を与えたりする趣旨の規定でないことは明らかであるとされる[4]。

- 懲戒請求はあくまで弁護士会の職権発動を促すものであるから、懲戒請求を取り下げたとしても、係属中の懲戒の手続は続行される[5]。

### 懲戒処分の性質
最高裁判所は、弁護士会または日本弁護士連合会が行う懲戒処分は、「弁護士法の定めるところにより、自己に与えられた公の権能の行使として行なうものであつて、広い意味での行政処分に属する」と判示している。

### 懲戒手続記録の閲覧等
民事訴訟と異なり、懲戒手続の記録の閲覧・謄写は委員会の裁量に任されている。対象弁護士に対しては適正手続の保障の見地から閲覧・謄写を許可すべき場合が多いと考えられるが、懲戒請求者に対しては限定的に考えられている。

## 委員名の透明性
- 弁護士会では、綱紀部会会長や綱紀委員会委員長の名は署名として開示されるが、その下の綱紀部会会長以外の委員氏名は不開示である。不規則的に、綱紀委員会委員長が単独で審査をする場合もあることがうかがえる。
- 弁護士会及び日本弁護士連合会の懲戒委員会の委員名は、署名として開示される。

## 違法・不当な懲戒請求
実際に行われる懲戒請求の多くは正当な理由がないものであり、弁護士に対する業務妨害として懲戒請求が濫用されている疑いがある事例も存在する。
2014年に行われた弁護士に対する業務妨害に関するアンケートでは、170件の回答中、19件において濫用的な懲戒請求・告訴が手段として使われたと報告されている。

### 弁護士会が負う責任

#### 国家賠償責任
弁護士会が行う懲戒処分は、「自己に与えられた公の権能の行使として行なう」ものと解されるため、国家賠償法1条1項に基づく国家賠償請求の対象となる。

#### 独占禁止法との関連
弁護士会による不当な懲戒処分が、私的独占の禁止及び公正取引の確保に関する法律（独占禁止法）に違反するのではないか、との指摘がある。
なお、同法を運用する公正取引委員会によれば、団体に加入しなければ事業活動を行うことが困難な状況において、不当に、団体から事業者を除名する行為は、原則として、同法8条3号（事業者数の制限）・4号（構成事業者の機能・活動の不当な制限）・5号（不公正な取引方法をさせる行為）の規定に違反する、とされている。また、当該行為によって、市場における競争を実質的に制限することは、法8条1号（競争の実質的制限）の規定にも違反する、とされている。

### 懲戒請求者が負う責任

#### 民事責任

##### 判例法理（最判平成19年4月24日）
懲戒請求を行った者が、「そのことを知りながら又は通常人であれば普通の注意を払うことによりそのことを知り得たのに、あえて懲戒を請求するなど、懲戒請求が弁護士懲戒制度の趣旨目的に照らし相当性を欠くと認められるとき」には、対象弁護士に対する不法行為となる（平成19年4月24日最高裁判所第三小法廷判決・民集第61巻3号1102頁）。「そのことを知りながら」とは故意、「通常人であれば普通の注意を払うことによりそのことを知り得た」とは重大な過失を意味する。
このルールは、訴えの提起が不法行為に当たるための要件（昭和63年1月26日最高裁判所第三小法廷判決・民集第42巻1号1頁）と類似している。訴えの提起は、主張に事実的・法律的根拠がないとされたことを前提に、提訴者が「そのことを知りながらまたは通常人であれば容易にそのことを知り得たのにあえて提起したなど、裁判制度の趣旨目的に照らして著しく相当性を欠く場合に限り、相手方に対する違法な行為となる」とされる。
個別の事案においては、不当な訴えの提起が不法行為の要件を満たすとされることは少ないのに対して（平成11年4月22日最高裁判所第一小法廷判決・ 集民193号85頁、平成21年10月23日最高裁判所第二小法廷判決集民232号127頁、平成22年7月8日最高裁判所第二小法廷判決・集民234号207頁）、懲戒請求が要件を満たすとされることはままある（上記平成19年最判等、最高裁でも判断が示されている。）。
これは、訴えの提起は、憲法32条によって保障された権利（裁判を受ける権利）であるのに対して、懲戒請求権は、前述のとおり、弁護士法という法律によって、しかも、弁護士会または日弁連の自主的な判断に基づいて、弁護士の綱紀、信用、品位等の保持を図るという目的を達成するため、公益的見地から認められたものであり、懲戒請求者個人の利益保護のためのものではないことによる（上記平成19年判決の担当調査官による解説）。

##### 懲戒請求者の立場別の傾向
懲戒請求制度は公益的なものであり、何人もすることができるが、懲戒請求者自身が利益を有するか否かも「公益」に（重要な部分として）含まれる。したがって、利害関係人（例えば横領の被害を受けたと考えている者）が請求した場合には、公益的見地からしても「弁護士懲戒制度の趣旨目的に照らし相当性を欠く」とは判断されにくいのに対して、利害関係のない者（例えば報道などで情報を得ただけの無関係の者）が請求した場合（後述の大量懲戒請求の事案など）には、「弁護士懲戒制度の趣旨目的に照らし相当性を欠く」と判断されやすい。
匿名で違法な懲戒請求を扇動する行為も対象弁護士に対する不法行為を構成しうるものであり、対象弁護士が求めた扇動者の発信者情報開示が認められたこともある。

#### 刑事責任
- 虚偽の懲戒請求を行う行為には虚偽告訴等罪が成立する[13]（前掲・平成19年最判[4]の田原裁判官補足意見）。
- 客観的に不当な懲戒請求を行った者は、対象弁護士に対する名誉毀損罪や業務妨害罪に問われうる[14]。

### 懲戒請求に関する事件

#### 光市母子殺害事件弁護団懲戒請求事件
光市母子殺害事件弁護団懲戒請求事件では、光市母子殺害事件弁護団から橋下徹弁護士に対して「橋下弁護士が業務妨害を行った」として損害賠償を求める訴訟が起こされた。しかし、弁護団の求めた損害賠償の訴えは最高裁判所で棄却された。
この裁判とは別に、2009年（平成21年）11月27日、光市母子殺害事件の弁護団のうち19人が、橋下と読売テレビに対して、総額約1億2,400万円の損害賠償と謝罪広告を求めて広島地裁に提訴した。原告弁護団は、「弁護団があたかも被告の弁解を捏造し、意図的に遺族感情を傷付ける弁護活動を行っているかのように番組で放送された」と主張したが、2013年4月30日、広島地裁（梅本圭一郎裁判長）は「放送の発言の中に、人身攻撃に及ぶような表現は認められない」として、請求を棄却した。
原告らは一審判決を不服として控訴したが、2014年2月28日、広島高裁（小林正明裁判長）は控訴を棄却した。原告らは、さらに上告および上告受理申立てをしたが、2015年3月26日、最高裁（大谷直人裁判長）は上告を棄却すると共に上告受理申立てを不受理とすることを決定した。これにより、原告ら（弁護団員）の請求棄却という一審の判決が確定した。
光市母子殺害事件弁護団懲戒請求事件の最高裁判決では、須藤正彦最高裁判事が「懲戒事由の存否は冷静かつ客観的に判断されるものである以上、弁護士会の懲戒制度の運用や結論に不満があるからといって、衆を恃んで懲戒請求を行って数の圧力を手段として弁護士会の姿勢を改めさせようとするのであれば、それはやはり制度の利用として正しくないというべきである」と補足意見を残している。

#### 大阪市職員への人権侵害に対する野村弁護士懲戒請求事件
2012年1月に橋下徹大阪市長より大阪市特別顧問に任命された野村修也弁護士が、大阪市の職員に政治活動や組合活動についての強制的なアンケートを実施した。これについて延べ656人の弁護士が、東京第二弁護士会に『基本的人権を侵害し、弁護士の「品位を失うべき非行」にあたる』として野村の懲戒処分を請求していたが、2018年7月17日、東京第二弁護士会は審査の結果、野村弁護士に対して業務停止1か月の懲戒処分を下した。これに先立つ2015年12月16日、大阪高裁は大阪市労働組合連合会の野村弁護士個人に対する損害賠償請求は棄却したものの、大阪市への損害賠償、ならびにアンケートがプライバシー権、政治活動の自由及び団結権を侵害する違法な内容のものであったことを認める判決を下していた。人権侵害という弁護士にとって深刻な懲戒理由だったが、野村弁護士は日本弁護士連合会に不服申し立てを行う意向を示し、懲戒処分中も日本テレビ・読売テレビやテレビ朝日などへのテレビ出演を控えることはなかった。

#### 特定の弁護士への大量懲戒請求事件
政治的な目的で、または人種差別的な意図を持って、特定の弁護士を対象として大量の懲戒請求が行われる事件が2010年代後半に発生した。
具体的には、東京弁護士会が2016年4月に出した「朝鮮学校への適正な補助金交付を求める会長声明」に賛同したとされた、複数の弁護士に対し、2017年以降約13万件の懲戒請求があったことが明らかになった。しかし、佐々木亮や嶋崎量、北周士など、当該声明の発出に全く関与しておらず、朝鮮学校の訴訟にも関わっていない弁護士もターゲットにされていた。

##### 大量懲戒請求事件の背景
請求者の多くは青林堂と関係があった匿名ブログ『余命三年時事日記』に扇動されたものと思われ、当該ブログには請求のひな型が用意されていた。請求対象となった弁護士の中には、請求者に対し業務に支障が出たと、損害賠償請求訴訟を提訴を行った神原元弁護士、佐々木亮弁護士（青林堂裁判の労使紛争代理人）ら、および提訴予定の弁護士がいることが報道された。
懲戒請求を行った者の年齢は、1番若くて43歳であり、40代後半から50代後半が多く、60代・70代もいるという。
日本放送協会の調査報道では、懲戒請求した人物の平均年齢は55歳で6割が男性であったという。2018年10月29日には、クローズアップ現代+で取り上げられ、放送を見た衆議院議員の武井俊輔は、扇動者をルワンダ虐殺の際に憎悪を煽ったラジオDJになぞらえた。
大量懲戒請求の発端となったブログの運営者は、日本放送協会の取材に対し、読者による行動について「自分が命令を下したわけではない、責任感など感じない」と答えた。そしてブログで3人の弁護士に7億2000万円の損害賠償を求めて反訴したことを明かした（後に訴えを取り下げている。）。

##### 弁護士会および対象弁護士らの対応
- 沖縄弁護士会に所属する、在日韓国人の弁護士2名に対する懲戒請求に、沖縄弁護士会は懲戒理由に書かれる件に当該弁護士は関与してないとして、綱紀委員会は懲戒委員会に審査を行わないことを決定した。この懲戒請求をヘイトスピーチと同じと非難した[27]。

- この大量懲戒請求に対して、神奈川弁護士会所属の神原元ら2人の弁護士[34][35][36]、東京弁護士会の弁護士1人が訴訟を起こした[37][38]。

###### 東京の在日コリアン弁護士の対応
東京地裁
東京弁護士会に所属する在日コリアンの弁護士が起こした裁判では、東京地裁により原告側の主張が認められ、人種差別的な理由による懲戒は違法であるとの判決が出され、被告の男性に33万円の慰謝料の支払いが命じられた。また、この裁判には被告となった男性は欠席、答弁書を提出しなかった。
2019年10月29日、最高裁判所は双方の上告を退け、損害賠償額を一審判決の33万円から11万円に減額した支払いを命じた二審の東京高裁の判決が確定した。
名古屋地裁
2020年10月21日、最高裁判所は被告側の上告を退け、男女二人に合計88万円の支払いを命じた高裁判決が確定した。一審の名古屋地裁は、要旨「被告による懲戒請求は根拠のない違法行為である、しかし懲戒請求は公には知られていない、よって名誉毀損される程の侵害ではない。」と原告側の訴えを退けていたが、二審の名古屋高裁は「被告による懲戒請求は人種差別に基づく行動であり、弁護士にとって懲戒請求そのものが名誉毀損である」旨判示し、逆転勝訴となった。

###### 佐々木弁護士および北弁護士の対応
大量懲戒請求がメディアに取り上げられた発端の佐々木亮・北周士両弁護士は、900人を超える請求者に対して、訴訟を提起した。
- 2018年12月13日、東京地裁は、大量懲戒請求を受けていた東京弁護士会所属の弁護士に対し、事件を扇動したブログ運営者の住所氏名を開示することを認める判決を出した[12][42]。

- 2019年10月25日、大阪高裁は、佐々木弁護士の請求を認め、「本件投稿における懲戒請求の呼び掛け行為の趣旨、態様、対象者の社会的地位、本件投稿の発信によってもたらされた結果等の事情を総合すれば、控訴人が弁護士であり、その資格や使命に鑑みて、様々な意見や批判を受けるべき社会的立場にあるとしても、本件投稿の発信自体によって控訴人の被った精神的苦痛は社会通念上受忍すべき限度を超えたものであると評価することができるから、控訴人は、本件投稿の発信自体によって権利が侵害されたことが明らかである」として、懲戒請求を呼びかけたブログのホスティングサーバーに対し、ブログ運営者の情報を開示するよう命じた（大阪高裁令和元年10月25日判決）[43]。

- 2019年12月11日、名古屋高裁は東京弁護士会所属に2名弁護士の訴えを認め、被告の男女2名に計88万円の支払いを命じた[44]。

- 2020年10月29日、最高裁判所は被告の上告を退け男女6名に396万円の支払いを命じた東京高裁判決が確定。二審・上告審では一審判決が認めなかった弁護士費用相当額の損害賠償についても認められており、損害賠償額は360万円から396万円へ増加した[45]。

- 2020年11月7日、名古屋高裁は男女10人に合計660万円の支払いを命じた[46]。

## 弁護士の懲戒制度に関する意見

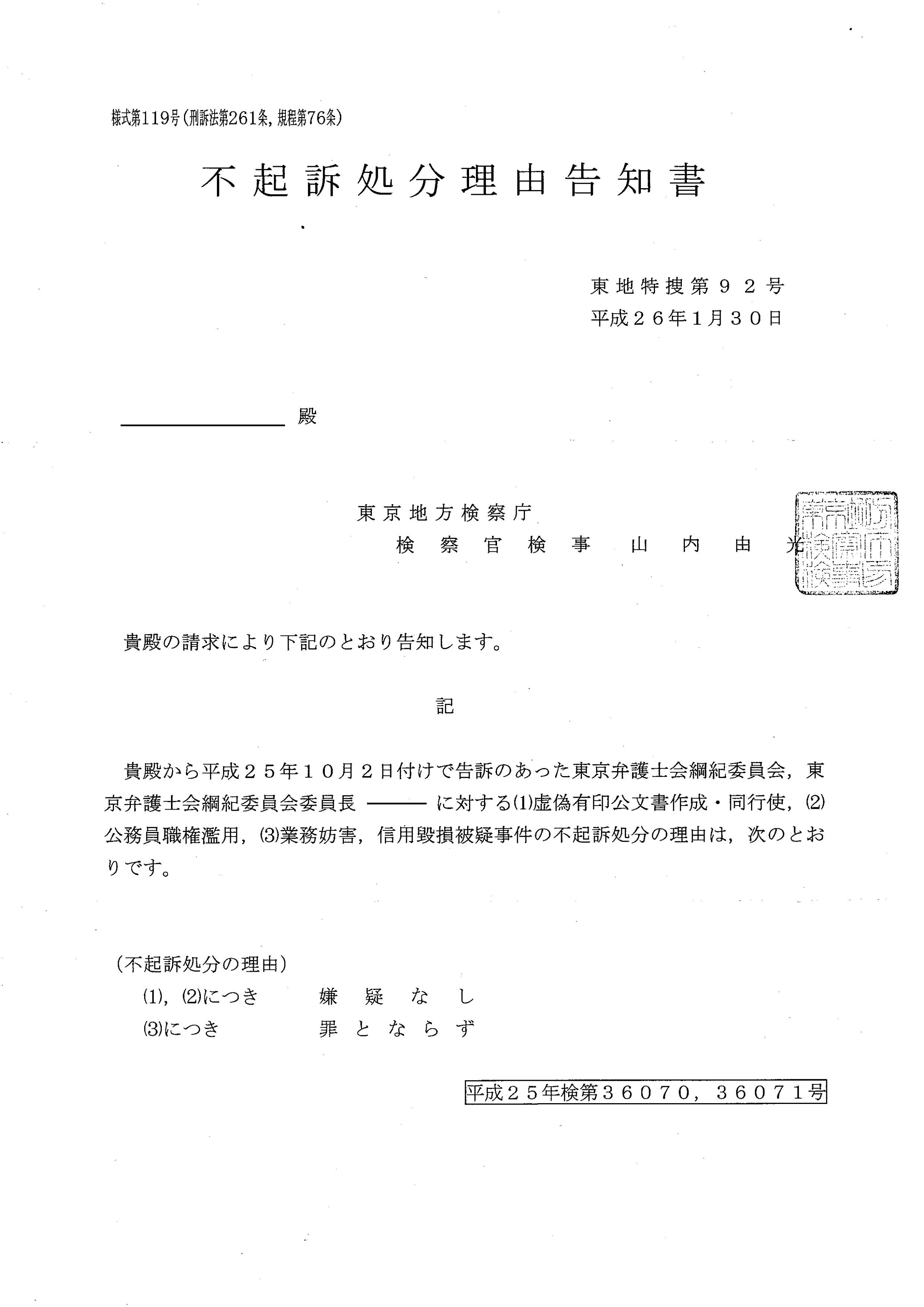
弁護士の綱紀を取り締まる弁護士会委員は刑法上は公務員である。

- 弁護士会の会長選挙の直前に候補者に懲戒請求が行われ、立候補できなくなる事態が発生するなど、懲戒請求制度が本来の目的から外れて濫用されることが懸念されている[47]。

- 弁護士の懲戒請求制度にはしばしば「かばいあい」「なれあい」などのいわれのない非難が寄せられるが、実際には厳正に運用されており、綱紀委員会・懲戒委員会のメンバーである裁判官・検察官・非法曹の有識者等の外部委員からも評価されているという[48]。

- 保険会社の代理人弁護士らの多くは慈善事業なども行っており、利益相反の事実を隠したまま請求者側の相談を受けたり受任して、被害者情報や損害証明資料を横領するなどの活動（保険金不払い）をしている者もいるが、弁護士会や日本弁護士連合会の綱紀・懲戒委員会、あるいは綱紀審査会委員ら（検察官・裁判官を含む）がこれらを懲戒していない問題もある。

- 弁護士会の懲戒委員・綱紀委員は刑法においては公務員（みなし公務員）であるが、委員らによる職権濫用について検察庁は起訴をしていない。